# متلازمة أومين
متلازمة اومين هي جسمية متنحية من نقص المناعة المصاحبة للطفرات الطفولية الضائرة في الجينات ذات الصلة المناعية للخلايا التائية (والخلايا البائية) مثل جينات إعادة التركيب المؤثرة (RAG1 and RAG2), IL-7 Receptor α gene (IL7Rα), DCLRE1C-Artemis, RMRP-CHH, DNA-Ligase IV, common gamma chain, WHN-FOXN1, ZAP-70 and complete DiGeorge anomaly (DiGeorge Syndrome; CHARGE).

## الأعراض

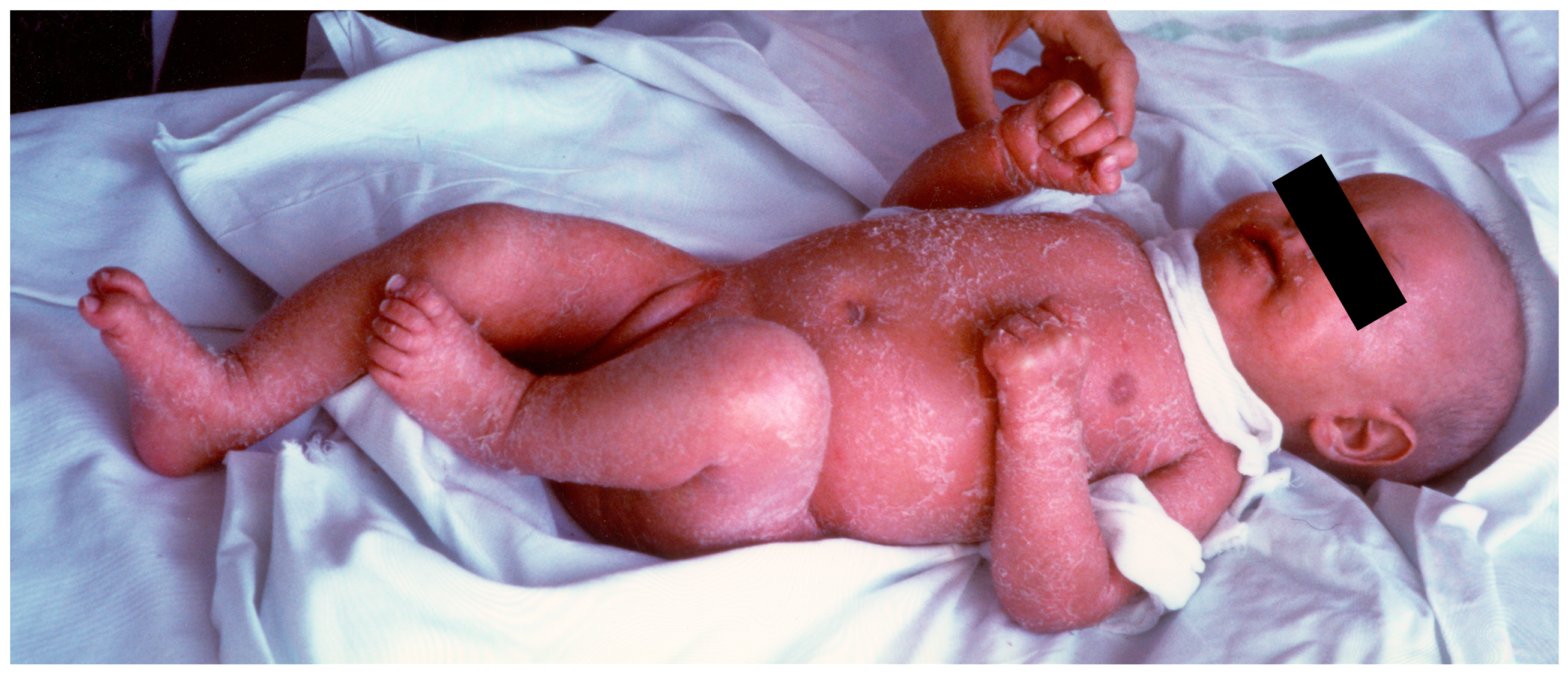
طفل رضيع عمره 5 أشهر مصاب بمتلازمة أومين؛ لديها أحمر، الجلد متقشرة في جميع أنحاء جسمها.

الأعراض هي مشابهة جدا لمرض الطعم ضد المضيف. وذلك لأن المرضى لديهم بعض الخلايا التائية مع مستويات محدودة من إعادة التركيب مع الجينات راج متحولة. هذه الخلايا التائية غير طبيعية ولها تقارب محدد جدا للمستضدات الذاتية الموجودة في الغدة الصعترية وفي المحيط.
هناك أعراض مميزة هي التهاب مزمن في الجلد، والذي يظهر على شكل طفح جلدي أحمر (بداية إريثرودرما). وتشمل الأعراض الأخرى فرط الحمضات والفشل في النمو وتضخم الغدد الليمفاوية وتورم الطحال والإسهال وتضخم الكبد وانخفاض مستويات الغلوبولين المناعي (باستثناء الغلوبولين المناعي E الذي يرتفع)، وانخفاض مستويات الخلايا التائية، وعدم وجود خلايا ب.

## علم الوراثة
تسبب متلازمة اومين بفقدان جزئي لوظيفة الجين RAG ويؤدي إلى أعراض مشابهة لمتلازمة نقص المناعة المكتسب الشديد، بما في ذلك العدوى الانتهازية. جينات RAG ضرورية لإعادة التركيب الجيني في مستقبلات الخلايا التائية ومستقبلات الخلايا البائية، وفقدان هذه القدرة يعني أن الجهاز المناعي لديه صعوبة في التعرف على مسببات الأمراض المحددة. وتتميز متلازمة اومين بفقدان وظيفة الخلايا التائية، يمكن أحيانا أن يسبب متلازمة أومن في الجينات إعادة التركيب ، بما في ذلك IL-7Rα و RMRP.

## العلاج
العلاج الوحيد لمتلازمة اومين هو العلاج الكيميائي تليها زرع نخاع العظم. دون علاج، فإنه قاتل بسرعة في مرحلة الطفولة. 